# Cristian Toro
Cristian Isaac Toro Carballo (ur. 29 kwietnia 1992) – hiszpański kajakarz. Złoty medalista olimpijski z Rio de Janeiro.
Zawody w 2016 były jego pierwszymi igrzyskami olimpijskimi. Zwyciężył w kajakowych dwójkach na dystansie 200 metrów, osadę hiszpańską tworzył również Saúl Craviotto. Na mistrzostwach świata zdobył cztery srebrne metale na kajakowej dwójce na dystansie 200 metrów w 2017 i 2018 oraz w czwórce na dystansie 500 metrów w tych samych latach. Był w tych obu konkurencjach również mistrzem Europy w 2018.